# 鳥取市青谷バス
鳥取市青谷バス（とっとりしあおやバス）とは、鳥取県鳥取市青谷町で運行するコミュニティバス。自家用自動車（白ナンバー）による有償運送である。運行はニュー青谷タクシー・翼運輸の2社に委託されている。
2024年4月1日に鳥取市絹見バス（とっとりしきぬみバス）から名称が変更された。
青谷駅などを起点とする、5路線13ルートが運行されている。

## 概要
鳥取市の青谷町地域では、路線バスの空白地域となっている絹見地区に1977年からスクールバスを運行していたが、スクールバスの機能を維持しつつ、高齢者の通院・買い物等の生活交通を確保するため、2011年にコミュニティバスへ変更したものである。日ノ丸自動車の路線廃止に伴い、2024年に現在の名称へ変更した。
また、一部の便を除きデマンドバスとなっている。
なお、土曜日・日曜日・祝日及び年末年始（12月29日 - 1月3日）は運休となる。

## 沿革
- 1977年 青谷町が青谷小学校・青谷中学校のスクールバスを運行開始。
- 2004年11月1日 青谷町が鳥取市に編入されたことに伴い、運行主体が鳥取市となる。
- 2011年4月7日 コミュニティバスの「鳥取市絹見バス」に変更[3][2]。運行はニュー青谷タクシーに委託。
- 2020年4月1日 乗務員不足に伴う日本交通の乗合タクシー浜村青谷線の廃止に伴い、浜村青谷線を運行開始[4][5]。
- 2024年4月1日 日ノ丸自動車の日置線・勝部線の廃止に伴い、「鳥取市青谷バス」に変更し、日置線・勝部線を運行開始[6][7][8][9]。運行はニュー青谷タクシー・翼運輸の2社に委託。

## 車庫の所在地
- 鳥取県鳥取市青谷町青谷667（鳥取市役所青谷町総合支所敷地内）
  - 2024年4月1日に日ノ丸自動車から引き継いだ。

## 現行路線
料金は均一制で、大人200円（小学生・障害者等は100円）、幼児は無料。一部を除き予約制（デマンドバス）となっている。日ノ丸自動車発行の定期券・回数券は使用できない。鳥取市立青谷小学校の登下校便は同校から予約があった場合のみに運行される。
- 勝部線
  - [A1] （青谷町総合支所 - 総合支所前県道 -） 青谷駅 - 史跡公園東 - 青谷中学校前 - 谷田 - 城山団地 - 亀尻 - 紙屋 - 桑原上
  - [A1] 青谷町総合支所 - 総合支所前県道 - 青谷駅 - 史跡公園 - 谷田 - 城山団地 - 亀尻 - 紙屋 - 桑原上
  - [A1] 青谷小学校 - （ノンストップ） - 史跡公園東 - 谷田 - （ノンストップ） - 亀尻 - 紙屋 - 桑原上（鳥取市立青谷小学校の登下校便）
- 日置線
  - [A2] （青谷町総合支所 - 総合支所前県道 -） 青谷駅 - 史跡公園東 - 平田前 - 善田 - 養郷入口 - 奥崎上 - 大坪 - 蔵内 - 山根 - 小畑上
  - [A2] 養郷 → 下蔵内 → 奥崎上 → 養郷入口 → 善田 → （ノンストップ） → 青谷小学校（鳥取市立青谷小学校の登校便）
  - [A2] 青谷小学校 → （ノンストップ） → 養郷 → 下蔵内 → 奥崎上 → 養郷入口 → 善田（鳥取市立青谷小学校の下校便）
  - [A2] 青谷小学校 - （ノンストップ） - 大坪 - 蔵内 - 山根 - 小畑上（鳥取市立青谷小学校の登下校便）
- 長和瀬絹見循環線
  - [A3] 長和瀬 → 青谷海岸 → 青谷小学校（鳥取市立青谷小学校の登校便）
  - [A4] 絹見 → 吉川入口 → 城山団地 → 栄町 → 谷田 → 青谷中学校前 → 史跡公園東 → 青谷駅 → 総合支所前県道 → 青谷小学校
  - [A4] 史跡公園東 → 青谷中学校前 → 谷田 → 吉川入口 → 絹見 → 引地公民館前
  - [A6] 青谷駅 → 総合支所前県道 → 青谷町総合支所 → 夏泊 → 青谷海岸 → 長和瀬 → 引地公民館前 → 絹見 → 吉川入口 → 史跡公園 → 青谷駅（左回りのみ）
  - [A6] 青谷小学校 → （ノンストップ） → 城山団地 → 栄町 → 吉川入口 → 絹見 → 引地公民館前 → 長和瀬 → 青谷海岸 → 青谷小学校（右回りのみ）（鳥取市立青谷小学校の下校便）
- 浜村青谷線（全便予約制（デマンドバス））
  - [A5] （浜村駅 - 北浜 - 船磯 -） 夏泊 - 金比羅さん前 - 本町 - 青谷駅（- 総合支所前県道 - 青谷小学校）
    - 浜村駅 - 夏泊間は1往復のみ。
    - 浜村駅で日ノ丸自動車の[41][41H][41Z] 鳥取駅 - 浜村駅 - 鹿野線（路線バス）に接続。

## 車両
- 29人乗り小型バス2台、15人乗り小型バス（トヨタ・ハイエース コミューターGL）1台、10人乗りワゴン1台の計4台で運行[1]。
  - 15人乗り小型バス1台は「鳥取市絹見バス」で使用していた車両で、「鳥取市青谷バス」への移行にあたり、新たに29人乗り小型バス2台と10人乗りワゴン1台の計3台を購入した。
  - 「鳥取市絹見バス」の運行開始当初は、車両（15人乗り小型バス）の納入が間に合わなかったため、暫定的にスクールバスから引き継いだ三菱ふそう・ローザ（1991年式）を継続使用していた。